# Emil Feldmann
Emil Feldmann (* 23. September 1895 in Hammerstein; † 21. Oktober 1968 in Bad Salzuflen) war ein deutscher sozialdemokratischer Politiker.

## Leben
Feldmann war Sohn eines Schuhmachermeisters. Er war zunächst Arbeiter und erlernte später den Beruf eines Handlungsgehilfen. Während des Ersten Weltkrieges war er Soldat. Im Jahr 1919 schloss sich Feldmann zunächst der USPD an. Zusammen mit dem Rest der Partei kam er 1922 zur SPD. Von 1925 bis 1929 arbeitete er für das sozialdemokratische Volksblatt in Detmold und war danach bis 1933 Parteisekretär für den Unterbezirk Lippe. Für eine kurze Zeit war er 1924/25 Stadtverordneter in Salzuflen und wurde 1933 in den Landtag des Landes Lippe gewählt. Unmittelbar nach der nationalsozialistischen Machtergreifung wurde er 1933 mehrfach verhaftet. Seit 1934 arbeitet er als Lebensmittelhändler in Schötmar. In den Jahren 1944 und 1945 war Feldmann erneut Soldat und einige Monate in Kriegsgefangenschaft.
Von 1946 bis 1965 war er Vorsitzender des SPD-Unterbezirks Lemgo. Außerdem war er Mitglied und zeitweise stellvertretender Vorsitzender des SPD Bezirksvorstandes östliches Westfalen.
Seit Januar 1946 war er Landrat des Kreises Lemgo. Ebenfalls 1946 wurde Feldmann Mitglied des ernannten Lippischen Landtages und war bis 1947 dessen Präsident. Nach der Vereinigung Lippes mit Nordrhein-Westfalen saß Feldmann von 1947 bis 1966 im Landtag von Nordrhein-Westfalen.
Sein Amt als Landrat behielt er zunächst bis 1953. Dieselbe Stellung hatte er noch einmal von 1956 bis 1968 inne. Außerdem war er von 1952 bis 1968 Stadtverordneter und zeitweise stellvertretender Bürgermeister von Schötmar. Daneben war Feldmann von 1953 bis 1961 Mitglied der Landschaftsversammlung Westfalen-Lippe und gehörte zeitweise auch dem Landschaftsausschuss an.